# Dalibor Svrčina
Dalibor Svrčina (Ostrava, 2 ottobre 2002) è un tennista ceco.

## Biografia
I suoi migliori ranking ATP sono stati il 98º posto in singolare raggiunto nell'agosto 2025 e il 276º in doppio nell'ottobre 2023. Ha vinto alcuni tornei minori e ha raggiunto il secondo turno in singolare agli Australian Open 2023.
Tra gli juniores ha vinto il torneo di doppio agli Australian Open 2019 ed è stato 8º nel ranking mondiale di categoria.

## Statistiche

### Tornei minori

#### Singolare

##### Vittorie (6)
| Legenda tornei minori |
| Challenger (5)        |
| Futures (1)           |

| N. | Data             | Torneo                            | Superficie  | Avversario in finale   | Punteggio     |
| 1. | 30 maggio 2021   | M25 Most, Most                    | Terra rossa | Franco Agamenone       | 6-4, 7-6(3)   |
| 2. | 15 agosto 2021   | TK Sparta Praga Challenger, Praga | Terra rossa | Dmitrij Popko          | 6-0, 7-5      |
| 3. | 10 giugno 2023   | Czech Open, Prostějov             | Terra rossa | Tomáš Macháč           | 6-4, 6-2      |
| 4. | 23 febbraio 2025 | Pune Challenger, Pune             | Cemento     | Brandon Holt           | 7-6(3), 6-1   |
| 5. | 5 aprile 2025    | Open Barletta, Barletta           | Terra rossa | Vitaliy Sachko         | 7-5, 6-3      |
| 6. | 17 agosto 2025   | Cancún Country Open, Cancún       | Cemento     | Thiago Agustín Tirante | 6-4, 5-7, 6-4 |

##### Finali perse (6)
| Legenda tornei minori |
| Challenger (4)        |
| Futures (2)           |

| N. | Data           | Torneo                            | Superficie  | Avversario in finale   | Punteggio |
| 1. | 6 marzo 2022   | M25 Faro, Faro                    | Cemento     | Clément Tabur          | 4-6, 2-6  |
| 2. | 20 marzo 2022  | M25 Rovinj, Rovigno               | Terra rossa | Javier Barranco Cosano | 1-6, 1-6  |
| 3. | 24 aprile 2022 | TK Sparta Praga Challenger, Praga | Terra rossa | Sebastian Ofner        | 0-6, 4-6  |
| 4. | 5 giugno 2022  | Czech Open, Prostějov             | Terra rossa | Vít Kopřiva            | 2-6, 2-6  |
| 5. | 23 luglio 2023 | Tampere Open, Tampere             | Terra rossa | Sumit Nagal            | 4-6, 5-7  |
| 6. | 21 giugno 2025 | Poznań Open, Poznań               | Terra rossa | Filip Misolic          | 2-6, 0-6  |